# 苏拉特县

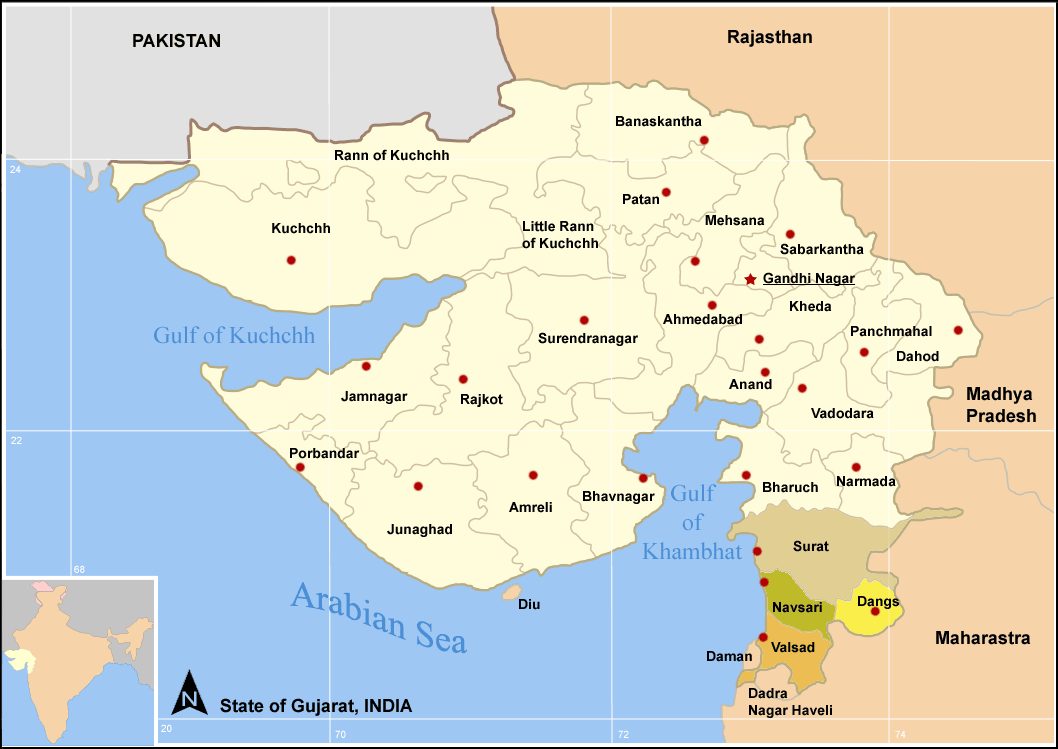
古吉拉特邦南部地区

苏拉特县（Surat District）为印度古吉拉特邦辖县，为古邦第二大经济发达县份。该县地处古邦东南部，东部与马哈拉施特拉邦接壤，南部与瑙萨里县、当县接邻，北面和珀鲁杰县和讷尔默达县相连，西临肯帕德湾。全县人口4,995,174人（2001年），其中城镇人口59.97%（2001年）。行政中心驻苏拉特市。